# Petaurista leucogenys
Pétauriste à joues blanches, Pétauriste du Japon, Écureuil volant géant du Japon, Musasabi
Espèce
Statut de conservation UICN

LC : Préoccupation mineure
Le pétauriste à joues blanches (Petaurista leucogenys), plus communément désigné sous l’appellation japonaise de musasabi (鼯鼠 ; 鼺鼠), est une espèce de rongeur de la famille des sciuridés du genre pétaurista. Avec le polatouche du Japon (pteromys momonga), il fait partie des deux espèces d’écureuils volants  endémique du Japon. 

## Dénominations
- Nom scientifique valide : Petaurista leucogenys (Temminck, 1827)[2].
- Nom vernaculaire normalisé japonais : Hōjiro-musasabi (ホオジロムササビ?, Pétauriste à joues blanches), Musasabi (鼯鼠 ; 鼺鼠 ; ムササビ?)
- Nom normalisé anglais : Japanese Giant Flying Squirrel
- Nom vulgaire (vulgarisation scientifique) recommandé ou typique en français : Pétauriste à joues blanches[3].
- Autres noms vulgaires : Écureuil volant géant du Japon, Pétauriste du Japon
- Noms vernaculaires, couramment utilisés en français : Musasabi, Écureuil volant.

## Description

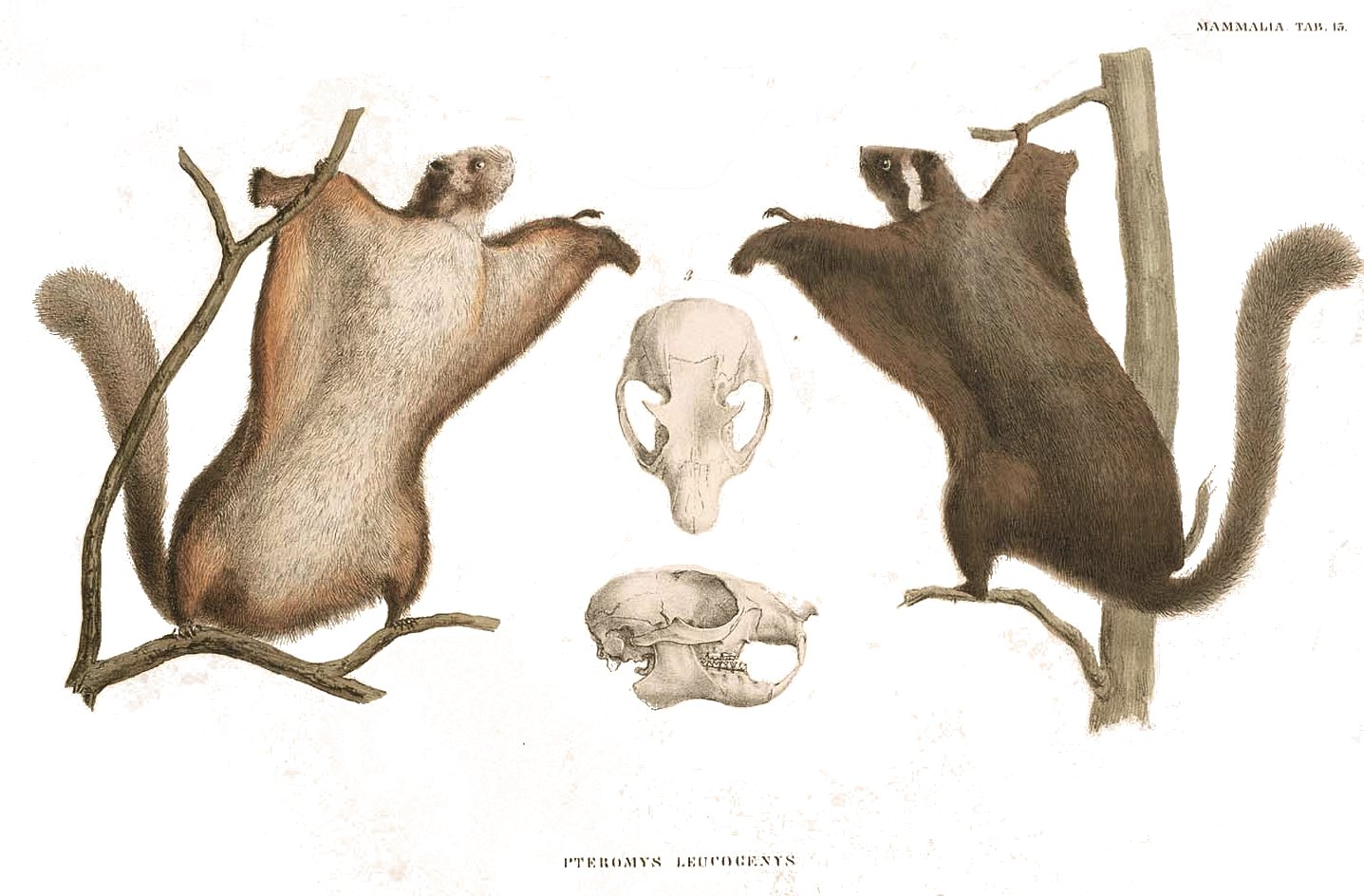
Croquis du musasabi, à l’époque désigné sous le nom de « Ptéromys à joues blanches » Pteromys leucogenys dans Fauna Japonica

C'est l'un des plus grands rongeurs indigènes du Japon : son corps mesure de 27 à 49 cm de longueur pour une queue allant de 28 à 41 cm. Son poids varie entre 700g et 1.5 kg. 
Sa fourrure sur la partie supérieur du corps, de la tête jusqu’au bout de la queue, est d’une couleur brunâtre très foncée, le rendant difficile à distinguer dans la nuit. Son ventre est d’un brun plus clair, voire blanchâtre. L’appellation scientifique leucogenys lui vient de ses motifs blanchâtre caractéristiques, visible sur le tour de la tête.
Le pétauriste du Japon possède une membrane appelée patagium reliant ses membres antérieurs et postérieurs, lui permettant de planer entre les arbres, à la manière d’un planeur. Lorsqu’il s’élance, un cartilage spécial situé sur son poignet s’étend pour augmenter la surface du patagium. Sa queue touffue lui sert de gouvernail durant le vol.
Ce grand écureuil volant est souvent confondu avec le polatouche du Japon, une autre espèce de sciuridé volant présente au Japon. Cependant, il s’en distingue par sa plus grande taille et la forme de son patagium, qui relie aussi son cou et sa queue, contrairement au polatouche. De plus, il vit en solitaire, alors que le Pteromys vit en petits groupes de cinq individus en moyenne.

## Répartition et sous-espèces

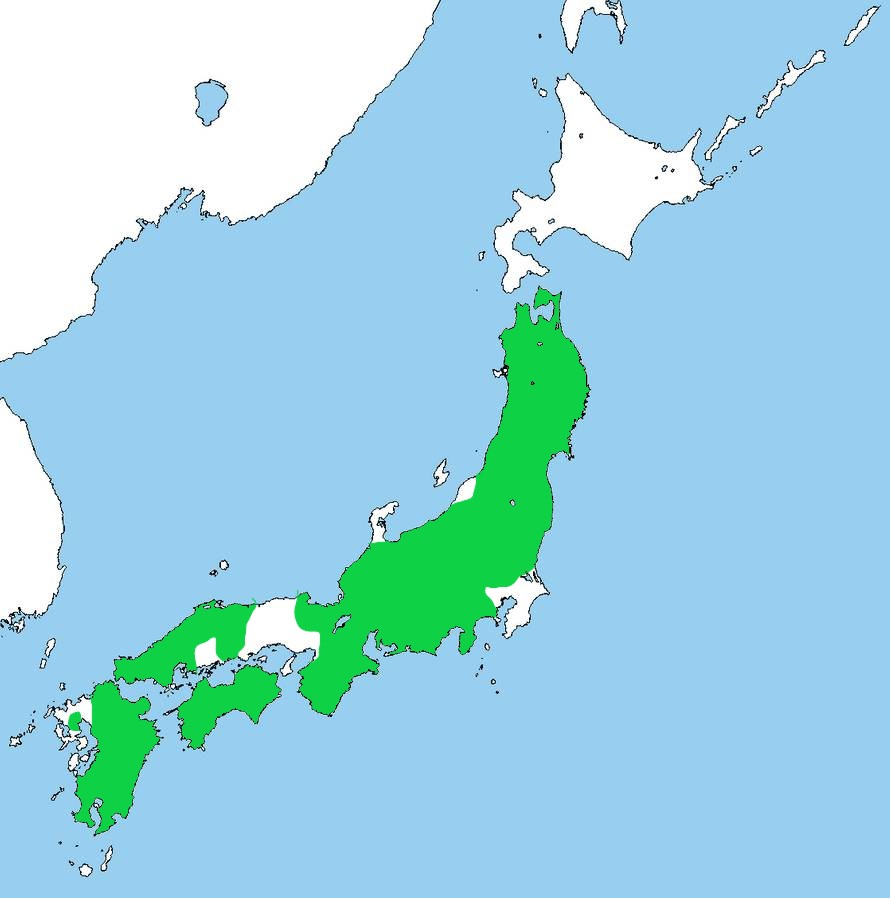
En vert, la zone de répartition du pétauriste du Japon.

Endémique du Japon, l'espèce est présente sur les îles de Honshū, Shikoku et Kyūshū. Elle se divise en trois sous-espèces régionales : 
- Petaurista leucogenys leucogenys (Temminck, 1827)

- Petaurista leucogenys nikkonis Thomas, 1905

- Petaurista leucogenys oreas Thomas, 1905

- Petaurista leucogenys hintoni Mori, 1923

## Écologie et comportement
Le musasabi vit dans les forêts mixtes de plaine et de montagne. Il préfère les forêts denses où se trouvent des arbres hauts et creux, idéals pour y faire son nid pour s'y préserver des prédateurs et des intempéries. Il peut aussi être aperçu dans des zones urbaines. L'espèce niche dans des cavités d’arbres ou dans les greniers de maisons. Les femelles occupent un territoire d'environ un hectare, tandis que les mâles couvrent environ deux hectares mais leurs territoires se chevauchent.
Il s’agit d’un mammifère aux mœurs nocturne. La nuit, il se déplace dans les arbres en planant de branche en branche. Ses sauts sont d'une longueur moyenne de 50 m ; son vol plané peut cependant dépasser les 150 m, un record ayant étant mesuré à 160,2 m. Son vol peut atteindre une vitesse de 16 mètres par seconde.
Son régime alimentaire est composé de jeunes pousses, de feuilles, de graines, de glands, de fruits comme des kakis, de bourgeons, ainsi que de fleurs comme des fleurs de camélia. C’est un animal strictement arboricole, il ne descend jamais au sol pour se nourrir.
Le rut a lieu deux fois par an, en hiver et au début de l’été. Les mâles se battent violemment au moment de la saison des amours pour la conquête de partenaires. La femelle donne naissance à un ou deux petits après une gestation d’environ 74 jours. Seule la mère s’occupe des petits, qui quittent le nid vers 58 jours et sont sevrés à environ 91 jours.
Les principaux prédateurs du pétauriste du Japon sont la martre du Japon, le putois itatsi, le renard roux, ainsi que les rapaces nocturnes et diurnes. Curieusement, le macaque japonais ne le chasse pas mais l’attaque systématiquement lorsqu’il le croise, probablement en raison de son mode de déplacement similaire à celui des rapaces, leurs prédateurs naturels. Dans son milieu naturel, l’espérance de vie est de 6 à 10 ans, mais elle peut atteindre 15 ans en captivité.

## Lemusasabiet l’homme

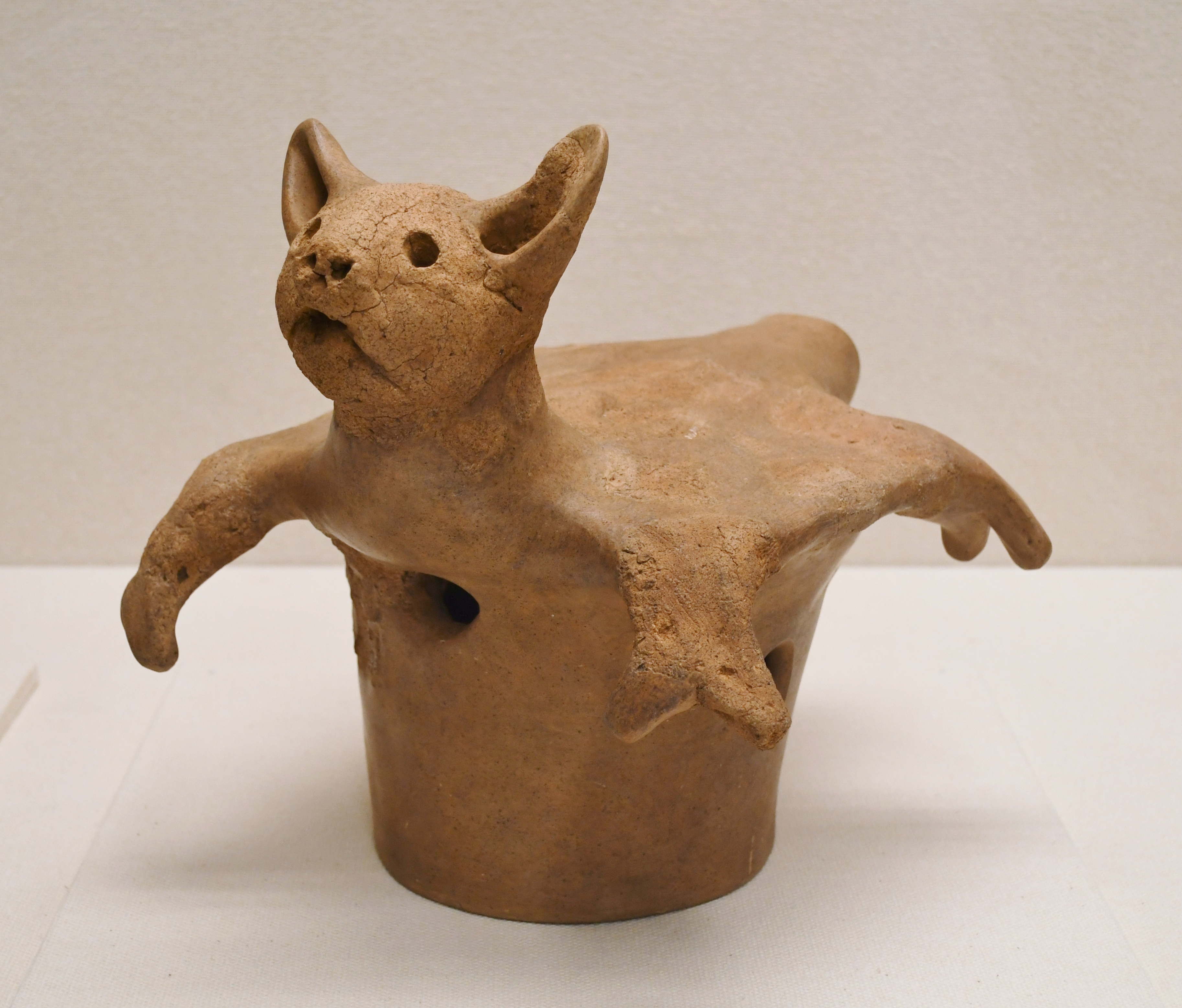
Haniwa représentant un pétauriste, datant de la période Kofun.

Au Japon, le pétauriste a longtemps été chassé pour sa viande et sa fourrure. Il est mentionné dès la période Jōmon, et des vestiges suggèrent qu'il a été consommé par les habitants de l'époque.
Au cours de la période Edo, le pétauriste faisait l’objet de légendes et de récits populaires : lorsqu'une chauve-souris ou un blaireau atteignait un âge avancé, il pouvait se transformer en créatures volantes hématophages appelées nobusuma ou notappō, pouvant s’attaquer aux êtres humains durant leur sommeil.
Aujourd’hui, l’espèce n’est pas considérée comme menacée, bien qu'elle soit affectée par la déforestation et l'urbanisation.

### Dans la culture populaire
Le pétauriste à Joues blanches est un animal qui revient fréquemment dans l’imaginaire Japonais où il est très présent dans les bandes dessinées, les dessins animés et les jeux vidéos : 
- Le nom japonais musasabi a été popularisé hors du Japon par l’intermédiaire d’une carte à jouer de la licence Yu-Gi-Oh! intitulée : « Musasabi Agile »[16].